# 도미타촌 (도치기현)
도미타촌(富田村)은 도치기현의 남서부, 아시카가군에 속했던 촌이다. 현재의 아시카가시 도미타 지구에 해당한다.

## 역사
- 1889년 4월 1일 - 정촌제 시행에 의해 아시카가군 도미타촌이 성립하였다.
- 1947년 9월 16일 - 태풍 가스린으로 인한 폭우로 약 130여 가구가 침수되는 피해 발생하였다.
- 1959년 4월 1일 - 아시카가시에 편입되어 소멸하였다. 이로 인해 아시카가군내 촌은 모두 소멸하였다.

## 교통

### 철도
- 일본국유철도 (현 동일본 여객철도)
  - 료모선